# Rédli András
Rédli András (Tapolca, 1983. október 21. –) olimpiai bronzérmes, világ- és Európa-bajnok magyar párbajtőrvívó.

## Élete

### Sportpályafutása
A 2001-es junior Európa-bajnokságon egyéniben a 16, csapatban a 8 között esett ki. A következő évben ugyanebben a korosztályban csapatban ezüstérmes volt. 2003-ban a junior világbajnokságon egyéniben 35. lett.
2007-ben a thaiföldi Bangkokban megrendezett nyári universiadén az egyéni versenyben aranyérmet nyert, a döntőben 14–12-re győzött a kínai Tung Kuo-tao ellen. A 2009-es plovdivi Európa-bajnokságon – amely pályafutásának első felnőtt kontinenstornája volt – a 64 között 11–15-re kikapott az olasz Alfredo Rotától, csapatban viszont – Boczkó Gábor, Imre Géza és Somfai Péter társaságában – aranyérmes lett, a döntőben 45–32-re győztek a svájci csapat ellen.
A 2009-es világbajnokságon egyéniben a 64-ig jutott. Csapatban világbajnoki ezüstérmes volt. A 2010-es Eb-n egyéniben 48. lett. Ugyanebben az évben a világbajnokságon csapatban harmadik helyezést ért el. A 2011-es Eb-n 31. volt egyéniben, második csapatban. A világbajnokságon sérülése miatt nem indult. A 2012-es csapat-világbajnokságon bronzérmet ért el.
2013-ban a Zágrábban megtartott Európa-bajnokságon egyéniben a negyeddöntőben 8–9-re kikapott a francia Ulrich Robeiri ellen, míg csapatban Boczkó Gáborral és Imre Gézával a második helyen végzett, miután 36–43-as vereséget szenvedtek Svájc csapatától (Max Heinzer, Fabian Kauter, Benjamin Steffen). A budapesti világbajnokságon – Imre Géza, Boczkó Gábor és Szényi Péter csapattársaként – a csapatversenyben aranyérmet szerzett, miután 42–38-as eredménnyel legyőzték Ukrajna versenyzőit (Anatolij Herej, Dmitro Karjucsenko, Vitalij Medvegyev, Bohdan Nyikisin). Egyéniben a nyolcaddöntőben 13–15-re kikapott honfitársától, Boczkó Gábortól.
2014-ben a franciaországi Strasbourgban megrendezett Európa-bajnokságon aranyérmet szerzett az egyéni versenyszámban; a döntőben az olasz Paolo Pizzót győzte le 15–8-ra. Csapatban a nyolc között kiesett. A világbajnokságon a 16 között esett ki, csapatban nyolcadik lett. A 2015-ös Európa-bajnokságon egyéniben 23., csapatban hetedik volt. A világbajnokságon egyéniben 28., csapatban hatodik lett. 2016-ban az Európa-bajnokságon egyéniben 17., csapatban 13. volt. A riói olimpián csapatban (Boczkó Gáborral, Imre Gézával és Somfai Péterrel) bronzérmet szerzett. 2016 októberében térdsérülést szenvedett, amit műteni kellett.
A 2017-es Európa-bajnokságon egyéniben kilencedik, csapatban ötödik volt. A világbajnokságon egyéniben 3. lett, csapatban 4.

### Katonai pályafutása
2014. február 3-án vonult be Szentendrére, a Magyar Honvédség Altiszti Akadémiára, ahol megkezdte tizennégy hetes katonai alapkiképzését, majd májusban letette katonai esküjét, és az óta az akadémia Mecséri János Kiképző Osztály katonai testnevelési és közelharc-módszertani részlegének testnevelőtisztje, főhadnagyi rendfokozatban. 2016. október 23-án Simicskó István honvédelmi miniszter századossá léptette elő.

## Tanulmányai
Általános iskolai tanulmányait a Tapolcai Kazinczy Ferenc Tagintézményben végezte,valamint a helyi vívóklubban kezdett párbajtőrözni.
Az Óbudai Egyetemen szerzett műszaki menedzser és mérnök tanár diplomát, az egyetem Keleti Károly Gazdasági Karának mesterszakos hallgatója.

## Díjai, elismerései
- Junior Prima díj (2009)
- Az év vívó csapatának a tagja (2009, 2010)
- Az év magyar sportcsapata választáson második helyezett csapat tagja (2010)
- A Szolgálati Érdemjel ezüst fokozata (2014)[27]
- Az év magyar vívója (2014)[31]
- Magyar Arany Érdemkereszt (2016)
- A Szolgálati Érdemjel arany fokozata (2016)[32]
- Katonák példaképe díj (2016) [33]